# (5552) Studnička
(5552) Studnička – planetoida z pasa głównego asteroid okrążająca Słońce w ciągu 4 lat i 229 dni w średniej odległości 2,78 j.a. Została odkryta 16 września 1982 roku. Przed nadaniem nazwy planetoida nosiła oznaczenie tymczasowe (5552) 1982 SJ1.